# 1591 en science
| Années de la science : 1588 - 1589 - 1590 - 1591 - 1592 - 1593 - 1594    |
| Décennies de la science : 1560 - 1570 - 1580 - 1590 - 1600 - 1610 - 1620 |

Cet article présente les faits marquants de l'année 1591 en science.

## Événements

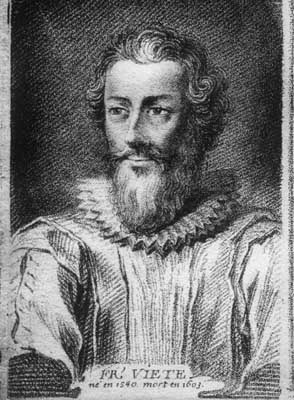
François Viète

- François Viète publie « in artem analyticem isagoge » ; il introduit l'usage des lettres en mathématiques pour représenter les quantités connues (consonnes) et inconnues (voyelles). Il fonde l'algèbre nouvelle[1].
- Jardin botanique à Paris[2].

## Publications
- Prospero Alpini : De Medicina Egyptiorum, Venise, 1591.
- Jean Bauhin
  - Histoire notable de la rage des loups, advenue l'an MDXC, avec les remèdes pour empescher la rage qui survient après la morsure des loups, chiens et autres bestes enragées.
  - avec son frère : de plantis a divis sanctisque nomen habentibus ; livre des plantes ayant un nom de saint.
- Roch Le Baillif
  - Briefve démonstration de la cause des fiebvres, varieté d’opinions, et contradiction sur icelles, Rennes, Michel Logeroys, 1591.
  - Traicté de la cause de la briefve vie de plusieurs Princes Grands, et le moyen d’y pourvoir, Rennes, Michel Logeroys, 1591.
- Giordano Bruno :
  - De vinculis in genere, 1591. Son livre de magie le plus original.
  - De triplici minimo et mensura, 1591.
  - De monade, numero et figura, Francfort, 1591.
  - De innumerabilibus, immenso, et infigurabili, 1591.
  - De imaginum, signorum et idearum compositione, 1591.
- Jacques Le Moyne de Morgues : Brevis narratio eorum quae in Florida Americae provincia Gallis acciderunt, 1591.
- Tycho Brahe : Tychonis Brahae, apologetica responsio ad cujusdum patetici in scolia dubia, sibi de parallaxi cometarum opposita.

### Mathématiques
- Fabrizio Mordente : La quadratura del Cerchio, la Scienza de «residui, et il Compasso Rigo, di Fabritio mar. Gasparo et Mordente fratelli. Philip Galle, Anvers 1591.
- Adrien Romain : L'ouranographie : Ouranographia sive cæli descriptio : in qua præter alia, cælorum numerus & ordo methodo inquiruntur, omniaq́ue ea quæ ad primum cælum, primumq́ue mobile ab eo distinctum spectant, dilucidè explicantur, nominibusq́ue aptè fictis distinguuntur, imprimé chez Ioannis Masij, Louvain, 1591.
- François Viète :  Isagoge, livre fondateur de l'algèbre nouvelle et les Zététiques qui le complètent :
  - In artem analyticem isagoge. Tours, Mettayer, 1591, 9 fol
  - Zeteticorum libri quinque. Tours, Mettayer, 24 folio, un recueil de problèmes, issus de Diophante, et résolus en utilisant l'art analytique.
- Le mathématicien d’ascendants arabes et turcs, Ali Ibn Wāli Ibn Hamza al-Jazā’irī termine son traité Tuhfat al-‘acdād li dhawi r-rushd wa s-sadād; les symboles algébriques y sont écrits à la manière d’Al-Qalasadi.

## Naissances

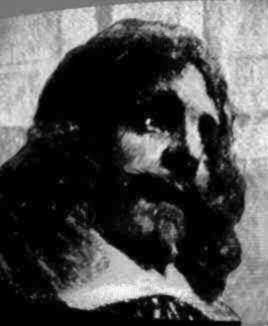
Girard Desargues

- 21 février :  Girard Desargues (mort en 1661), géomètre français ; premier fondateur de la géométrie projective[3].
- 15 mai : Jean Leurechon (mort en 1670), jésuite et mathématicien français.
- 12 août : Louise de Marillac (morte en 1660), l’initiatrice des soins à domicile.